# Дені Геббідон
Дені Геббідон (англ. Daniel Gabbidon, нар. 8 серпня 1979, Кумбран) — валлійський футболіст, що грав на позиції захисника, зокрема, за клуби «Кардіфф Сіті» та «Вест Гем Юнайтед», а також національну збірну Уельсу.

## Клубна кар'єра
У дорослому футболі дебютував 1998 року виступами за команду клубу «Вест-Бромвіч Альбіон», де використовувався на позиції правого захисника. З приходом до команди нового головного тренера, яким у березні 2000 року став Гарі Мегсон, втратив місце у її складі і невдовзі був відданий в оренду до «Кардіфф Сіті».
У вересні того ж 2000 року клуб з Кардіффа уклав з гравцем повноцінний чотирирічний контракт. Тут Геббідон перекваліфікувався у центрального захисника і став одним з ключових гравців команди, яка на той час змагалася у третьому за силою англійському дивізіоні. 2003 року допоміг команді підвищитися у класі до другої англійської ліги. За два роки, влітку 2005 року, «Кардіфф Сіті» був змушений позбутися відразу декількох лідерів своєї команди аби покращити своє фінансове становище.
При цьому Дені Геббідон опинився у лондонському «Вест Гем Юнайтед», де склав основну пару центральних захисників з Антоном Фердінандом. Частину свого другого сезону в Лондоні через низку травм був змушений пропустити, після чого втратив статус гравця основного складу. У подальшому травми продовжували переслідувати гравця, який зокрема не провів жодної гри з грудня 2007 року до серпня 2009. Відновити статус основного захисника «Вест Гема» зміг лише у сезоні 2010/11, який виявився для нього останнім у клубі.
Протягом 2011—2014 років захищав кольори клубів «Квінз Парк Рейнджерс» та «Крістал Пелес».
Завершив професійну ігрову кар'єру 2014 року у клубі «Кардіфф Сіті», у складі якого вже виступав раніше. Після повернення провів за кардіффську команду лише одну гру у чемпіонаті, натомість у п'яти матчах виконував обов'язки головного тренера команди.

## Виступи за збірну
2002 року дебютував в офіційних матчах у складі національної збірної Уельсу. Протягом кар'єри у національній команді, яка тривала 13 років, провів у її формі 49 матчів. Протягом цих років валлійці жодного разу не брали участь у фінальних частинах великих міжнародних турнірів.
| Дата       | Місто              | Господарі            | Результат | Гості                | Турнір            | Голи | Примітки |
| ---------- | ------------------ | -------------------- | --------- | -------------------- | ----------------- | ---- | -------- |
| 27-3-2002  | Кардіфф            | Уельс                | 0 – 0     | Чехія                | товариський матч  | -    |          |
| 21-8-2002  | Вараждин           | Хорватія             | 1 – 1     | Уельс                | товариський матч  | -    |          |
| 7-9-2002   | Гельсінкі          | Фінляндія            | 0 – 2     | Уельс                | Відбір до ЧЄ 2004 | -    |          |
| 16-10-2002 | Кардіфф            | Уельс                | 2 – 1     | Італія               | Відбір до ЧЄ 2004 | -    |          |
| 20-8-2003  | Белград            | Сербія та Чорногорія | 1 – 0     | Уельс                | Відбір до ЧЄ 2004 | -    |          |
| 11-10-2003 | Кардіфф            | Уельс                | 2 – 3     | Сербія та Чорногорія | Відбір до ЧЄ 2004 | -    |          |
| 15-11-2003 | Москва             | Росія                | 0 – 0     | Уельс                | Відбір до ЧЄ 2004 | -    |          |
| 19-11-2003 | Кардіфф            | Уельс                | 0 – 1     | Росія                | Відбір до ЧЄ 2004 | -    |          |
| 18-2-2004  | Кардіфф            | Уельс                | 4 – 0     | Шотландія            | товариський матч  | -    |          |
| 31-3-2004  | Будапешт           | Угорщина             | 1 – 2     | Уельс                | товариський матч  | -    |          |
| 27-5-2004  | Осло               | Норвегія             | 0 – 0     | Уельс                | товариський матч  | -    |          |
| 30-5-2004  | Рексем             | Уельс                | 1 – 0     | Канада               | товариський матч  | -    |          |
| 4-9-2004   | Баку               | Азербайджан          | 1 – 1     | Уельс                | Відбір до ЧС 2006 | -    |          |
| 8-9-2004   | Кардіфф            | Уельс                | 2 – 2     | Північна Ірландія    | Відбір до ЧС 2006 | -    |          |
| 9-10-2004  | Манчестер          | Англія               | 2 – 0     | Уельс                | Відбір до ЧС 2006 | -    |          |
| 13-10-2004 | Кардіфф            | Уельс                | 2 – 3     | Польща               | Відбір до ЧС 2006 | -    |          |
| 9-2-2005   | Кардіфф            | Уельс                | 2 – 0     | Угорщина             | товариський матч  | -    |          |
| 26-3-2005  | Рексем             | Уельс                | 0 – 2     | Австрія              | Відбір до ЧС 2006 | -    |          |
| 30-3-2005  | Зальцбург          | Австрія              | 1 – 0     | Уельс                | Відбір до ЧС 2006 | -    | 35'      |
| 17-8-2005  | Суонсі             | Уельс                | 0 – 0     | Словенія             | товариський матч  | -    |          |
| 3-9-2005   | Кардіфф            | Уельс                | 0 – 1     | Англія               | Відбір до ЧС 2006 | -    |          |
| 7-9-2005   | Варшава            | Польща               | 1 – 0     | Уельс                | Відбір до ЧС 2006 | -    | 82'      |
| 12-10-2005 | Кардіфф            | Уельс                | 2 – 0     | Азербайджан          | Відбір до ЧС 2006 | -    |          |
| 16-11-2005 | Лімасол            | Кіпр                 | 1 – 0     | Уельс                | товариський матч  | -    | кап.     |
| 1-3-2006   | Кардіфф            | Уельс                | 0 – 0     | Парагвай             | товариський матч  | -    |          |
| 27-5-2006  | Ґрац               | Уельс                | 2 – 1     | Тринідад і Тобаго    | товариський матч  | -    | кап.     |
| 15-8-2006  | Суонсі             | Уельс                | 0 – 0     | Болгарія             | товариський матч  | -    | 74'      |
| 2-9-2006   | Тепліце            | Чехія                | 2 – 1     | Уельс                | Відбір до ЧЄ 2008 | -    |          |
| 5-9-2006   | Лондон             | Бразилія             | 2 – 0     | Уельс                | товариський матч  | -    |          |
| 7-10-2006  | Кардіфф            | Уельс                | 1 – 5     | Словаччина           | Відбір до ЧЄ 2008 | -    |          |
| 11-10-2006 | Кардіфф            | Уельс                | 3 – 1     | Кіпр                 | Відбір до ЧЄ 2008 | -    |          |
| 26-5-2007  | Рексем             | Уельс                | 2 – 2     | Нова Зеландія        | товариський матч  | -    |          |
| 2-6-2007   | Кардіфф            | Уельс                | 0 – 0     | Чехія                | Відбір до ЧЄ 2008 | -    |          |
| 22-8-2007  | Бургас             | Болгарія             | 0 – 1     | Уельс                | товариський матч  | -    | кап. 89' |
| 8-9-2007   | Кардіфф            | Уельс                | 0 – 2     | Німеччина            | Відбір до ЧЄ 2008 | -    | кап. 39' |
| 12-9-2007  | Трнава             | Словаччина           | 2 – 5     | Уельс                | Відбір до ЧЄ 2008 | -    |          |
| 13-10-2007 | Нікосія            | Кіпр                 | 3 – 1     | Уельс                | Відбір до ЧЄ 2008 | -    |          |
| 17-10-2007 | Серравалле         | Сан-Марино           | 1 – 2     | Уельс                | Відбір до ЧЄ 2008 | -    |          |
| 17-11-2007 | Кардіфф            | Уельс                | 2 – 2     | Ірландія             | Відбір до ЧЄ 2008 | -    |          |
| 21-11-2007 | Франкфурт-на-Майні | Німеччина            | 0 – 0     | Уельс                | Відбір до ЧЄ 2008 | -    | 84'      |
| 12-8-2009  | Подгориця          | Чорногорія           | 2 – 1     | Уельс                | товариський матч  | -    | 30'      |
| 9-9-2009   | Кардіфф            | Уельс                | 1 – 3     | Росія                | Відбір до ЧС 2010 | -    | 74'      |
| 14-11-2009 | Кардіфф            | Уельс                | 3 – 0     | Шотландія            | товариський матч  | -    | 60'      |
| 27-5-2011  | Дублін             | Уельс                | 2 – 0     | Північна Ірландія    | товариський матч  | -    |          |
| 10-8-2011  | Кардіфф            | Уельс                | 1 – 2     | Австралія            | товариський матч  | -    | 46'      |
| 29-2-2012  | Кардіфф            | Уельс                | 0 – 1     | Коста-Рика           | товариський матч  | -    | 70'      |
| 10-9-2013  | Кардіфф            | Уельс                | 0 – 3     | Сербія               | Відбір до ЧС 2014 | -    |          |
| 5-3-2014   | Кардіфф            | Уельс                | 3 – 1     | Ісландія             | товариський матч  | -    | 46'      |
| 4-6-2014   | Амстердам          | Нідерланди           | 2 – 0     | Уельс                | товариський матч  | -    |          |
| Усього     |                    | Матчів               | 49        |                      | Голів             | 0    |          |